# Rosso Fiorentino

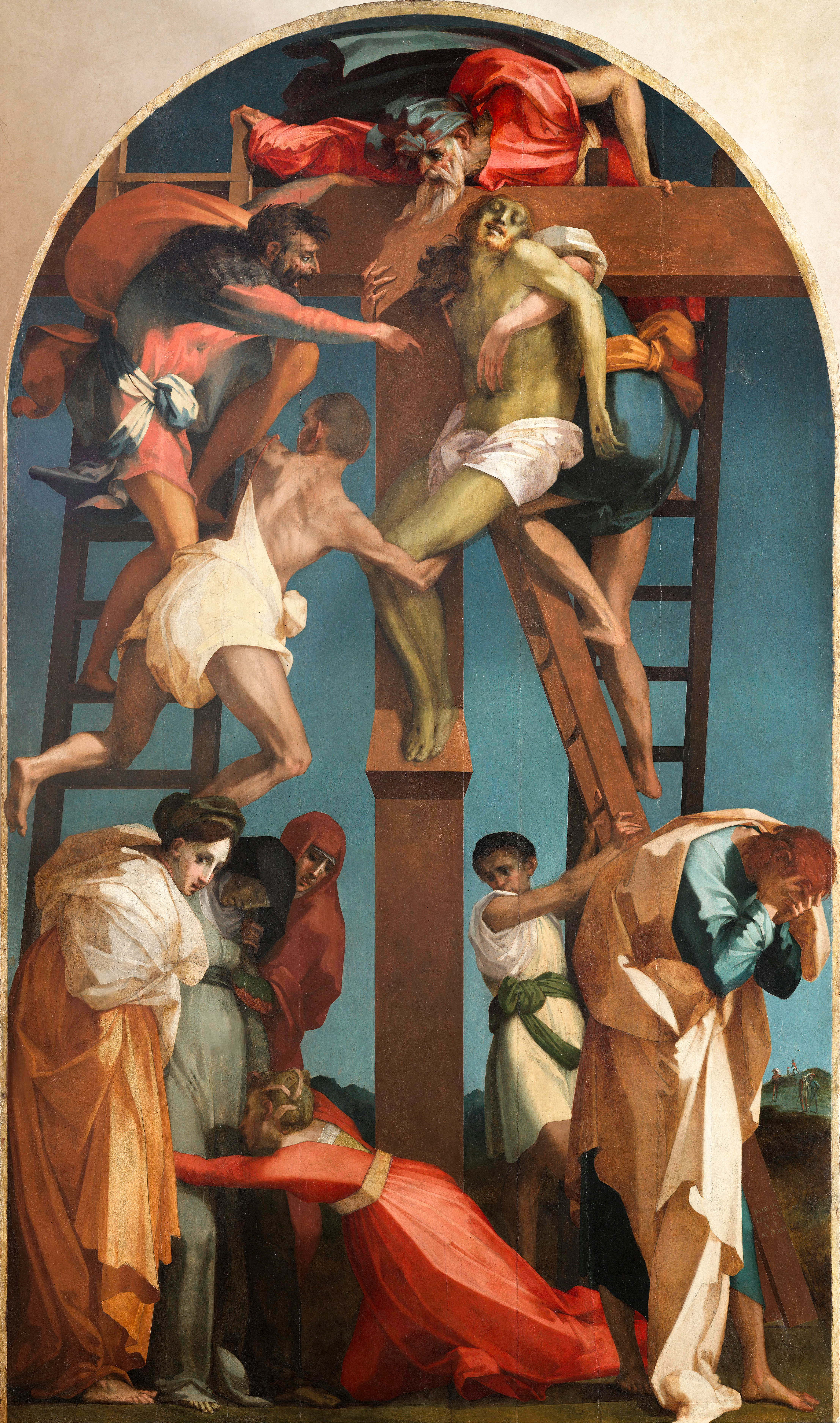
Descendimiento de la cruz (1521), óleo sobre madera, 375 × 196 cm, Pinacoteca Comunale, Volterra

Giovanni Battista di Jacopo, llamado Rosso Fiorentino («Rojo Florentino») (Florencia, 8 de marzo de 1494 – Fontainebleau, 14 de noviembre de 1540), fue un pintor italiano renacentista integrante de la Escuela de Fontainebleau. Se trata de uno de los primeros y más destacados exponentes toscanos del manierismo pictórico.

## Biografía
Como Pontormo, fue alumno de Andrea del Sarto y —desde muchos puntos de vista— un rebelde a las constricciones clasicistas que en su época se encontraban en crisis.
De su producción en su ciudad natal destacan La Asunción (1517) en la iglesia de la Santísima Annunziata y Las hijas de Jetró (Florencia, Uffizi), obra singularísima que evidencia un gran influjo de Miguel Ángel. 
Posteriormente durante su estancia en Roma realizó los frescos de La creación de Eva y El pecado original (1524) para Santa Maria della Pace. 
Tras el violentísimo saqueo de Roma (1527) por parte de las tropas de Carlos V, il Rosso Fiorentino se refugió en Borgo Sansepolcro y luego en Arezzo; es en esta época que su pintura se vuelve más inquietante y lúgubre. Luego marchó a Venecia en donde permaneció brevemente, y en 1530 fue convocado por el rey de Francia Francisco I para quien dirigió las obras decorativas en el Castillo de Fontainebleau. Allí realizó frescos y estucos (Galería de Francisco I) en los cuales su arte se vuelve caprichoso y elegante, como un anticipo del barroco. Una de sus últimas obras y al mismo tiempo una de sus obras maestras es La Piedad, pintada para Ana de Montmorency, que se encuentra actualmente en el Museo del Louvre de París.
Se considera generalmente que la obra maestra de Rosso es El descendimiento (La Depozisione) que se encuentra en la Pinacoteca Comunale de Volterra (inicialmente fue pintada para la catedral). En contraste con el helado dolor de otros descendimientos, esta parece como una operación apresurada y complicada, mientras que las figuras inferiores tienen unas expresiones simples y poderosas de calmado dolor, con expresiones que se entreven por sus rostros ocultos. El cielo es sombrío. Las tres escaleras y aquellos que llevan a Cristo parecen precarios. El propio Cristo es plano. Puede verse el contraste entre esta escena frenética y alborotada con la composición igualmente compleja, pero más comedida del mismo tema por el manierista florentino, prácticamente contemporáneo Pontormo. De esta forma, Rosso fuerza las figuraciones expresando así un mundo inquieto y atormentado más acorde con el de su tiempo.
Así es que, en efecto, el Rosso obtiene expresiones dramáticas, pletóricas de pathos, a partir de volumetrías angulosas (es decir violentas) que desfiguran o desdoblan los rostros y cuerpos representados. Logra los mismos efectos a partir de la representación de los movimientos convulsionados de algunos de los personajes, o por el uso de una cromía y coloratura intensa, prevalentemente rojiza (cálida) contrastada con fondos de extensiones azuladas (frías) que representan a los cielos.
Las deformaciones de rostros y cuerpos llegan a la exasperación superlativa: por ejemplo en El descendimiento, un anciano situado sobre lo alto de la cruz tiene el rictus semejante al de una máscara trágica; la disposición asimétrica de las escalas y proporciones parecen escapar a todo canon y de tal modo generan una dinámica violenta que se encuentra acentuada -por entre otros recursos— la incertidumbre de los apoyos para los personajes que están descendiendo el cuerpo de Cristo mientras que las figuradas luces inciden violentamente desde la derecha de la composición creando un, más que contrastante, chocante claroscuro.
Aunque Vasari cuenta que se suicidó en 1540 debido a ciertas calumnias, parece ser que es más una leyenda que no se ha visto reflejada en fuentes francesas.

## Galería de imágenes

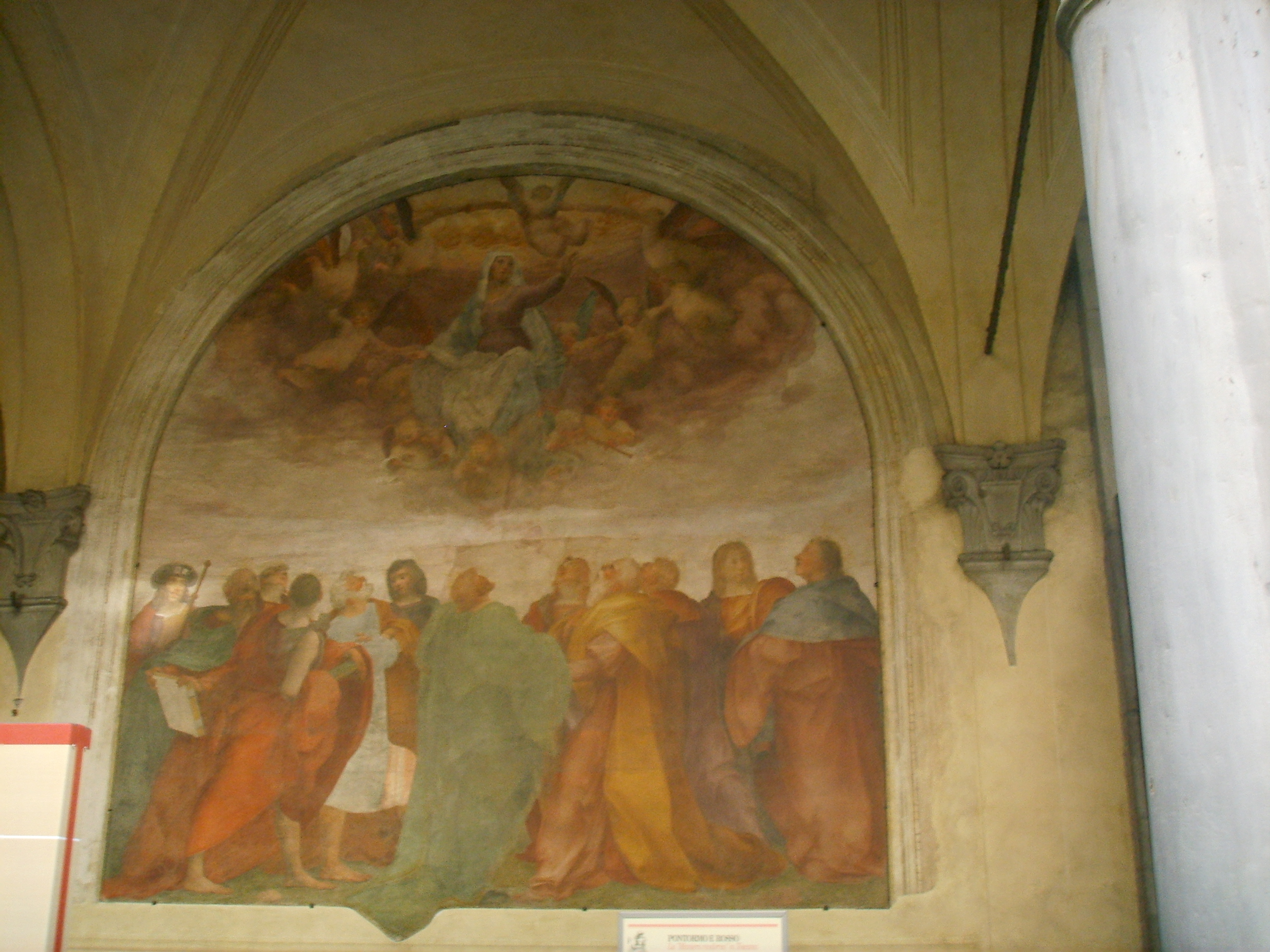
La Asunción de la Virgen, mural en la iglesia de la Santissima Annunziata de Florencia
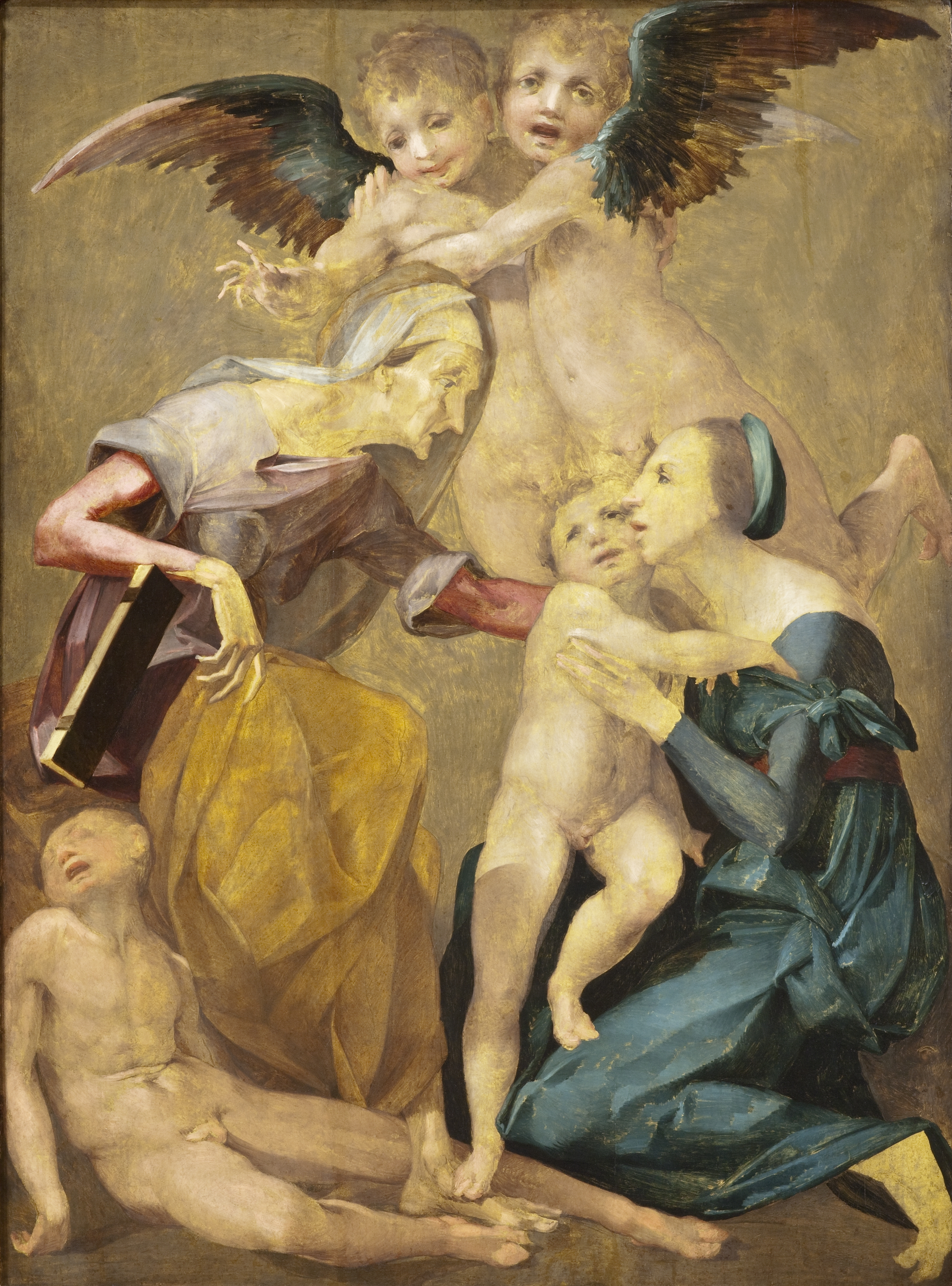
Sagrada Familia o Alegoría de la salvación (LACMA de Los Ángeles)
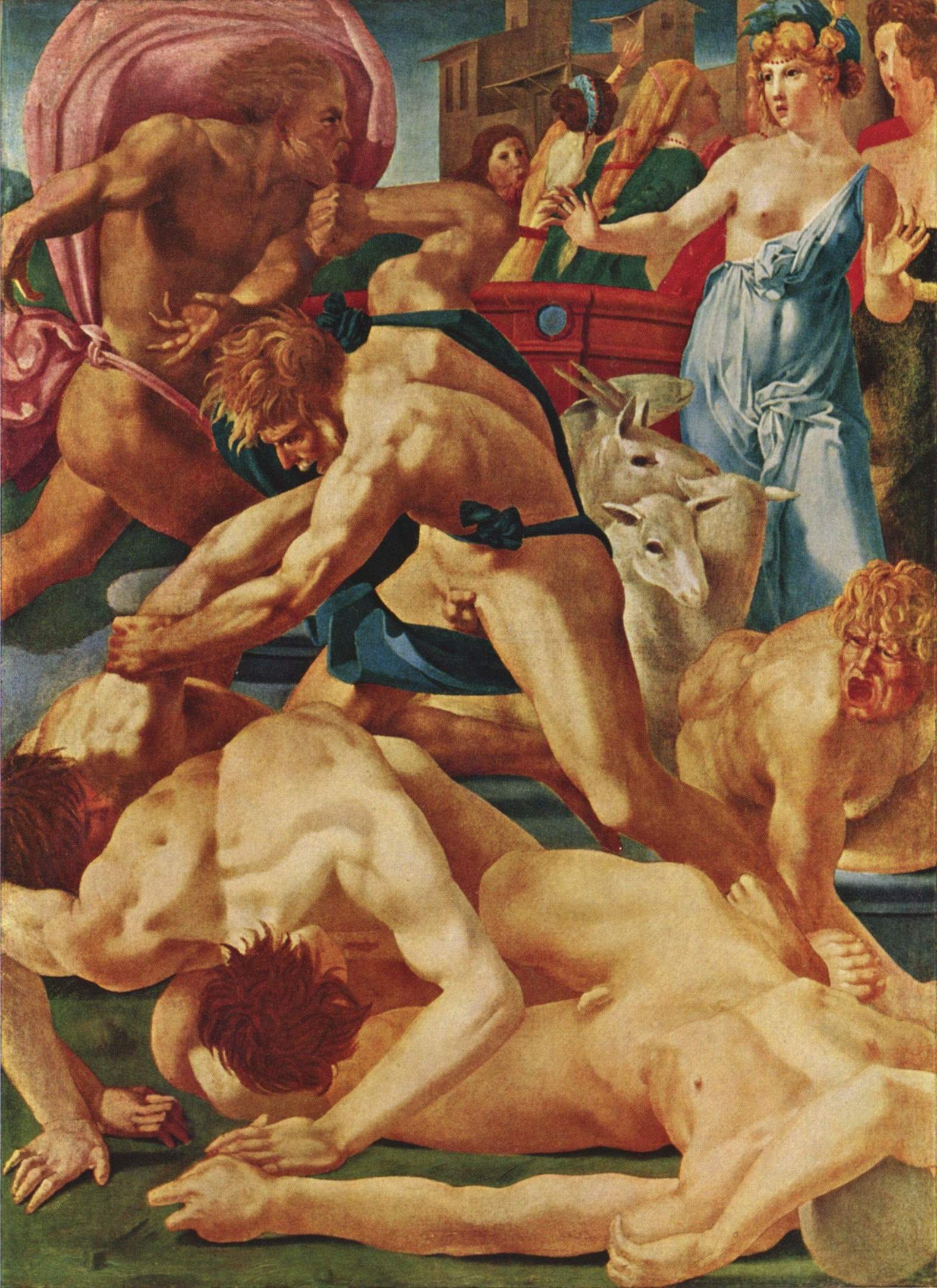
Las hijas de Jetró (Uffizi de Florencia)
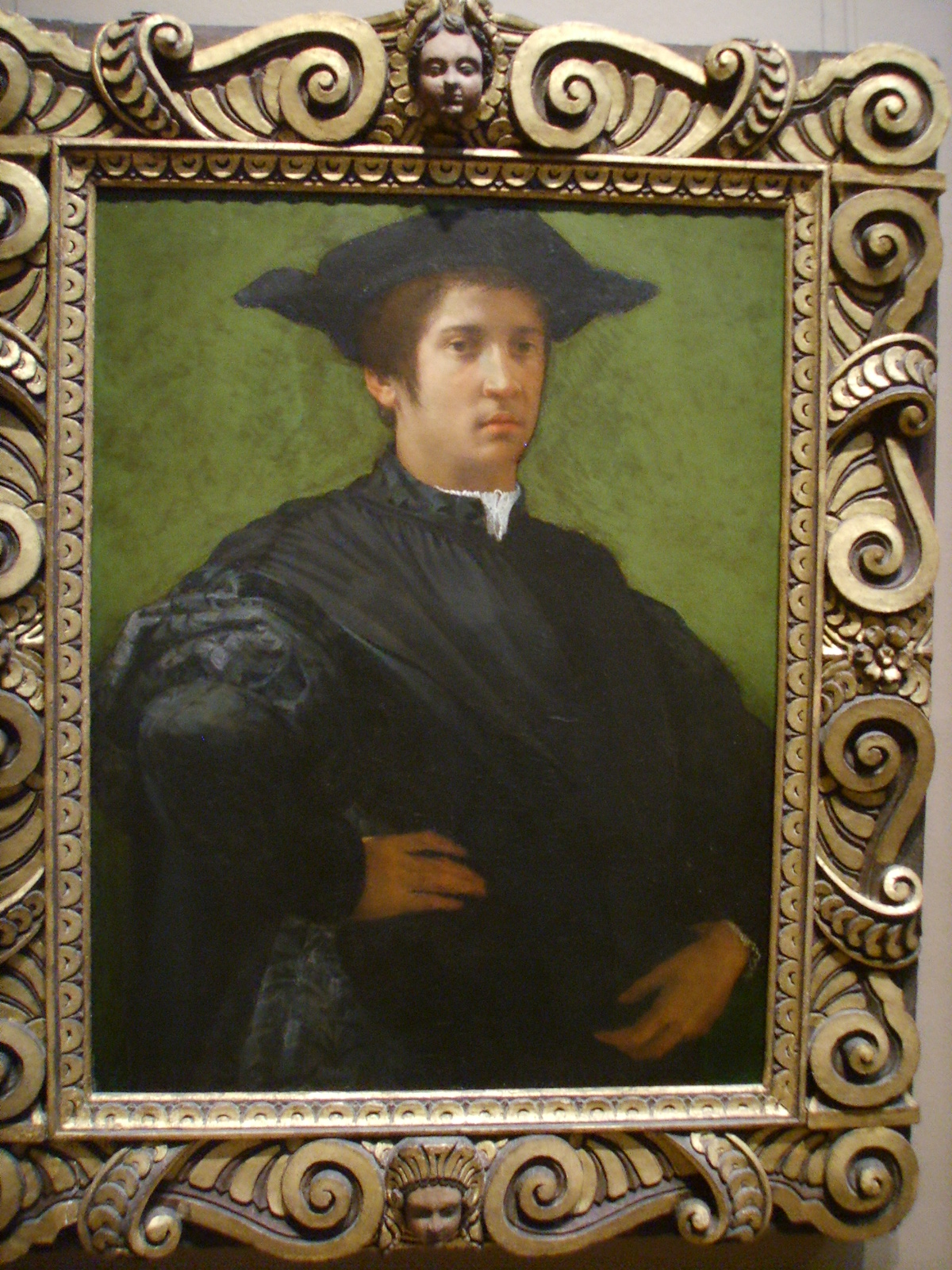
Retrato masculino (National Gallery de Washington)
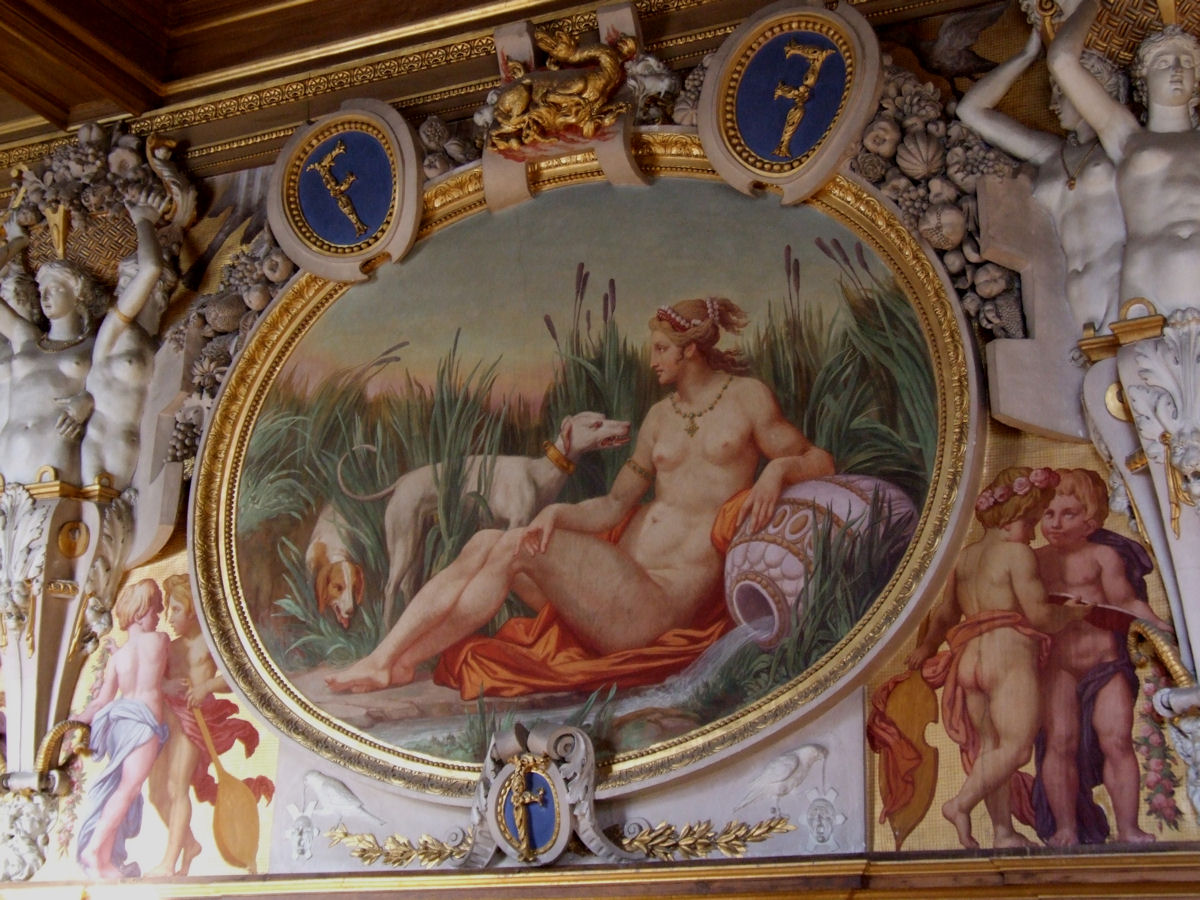
Detalle decorativo de la Galería de Francisco I (Castillo de Fontainebleau)
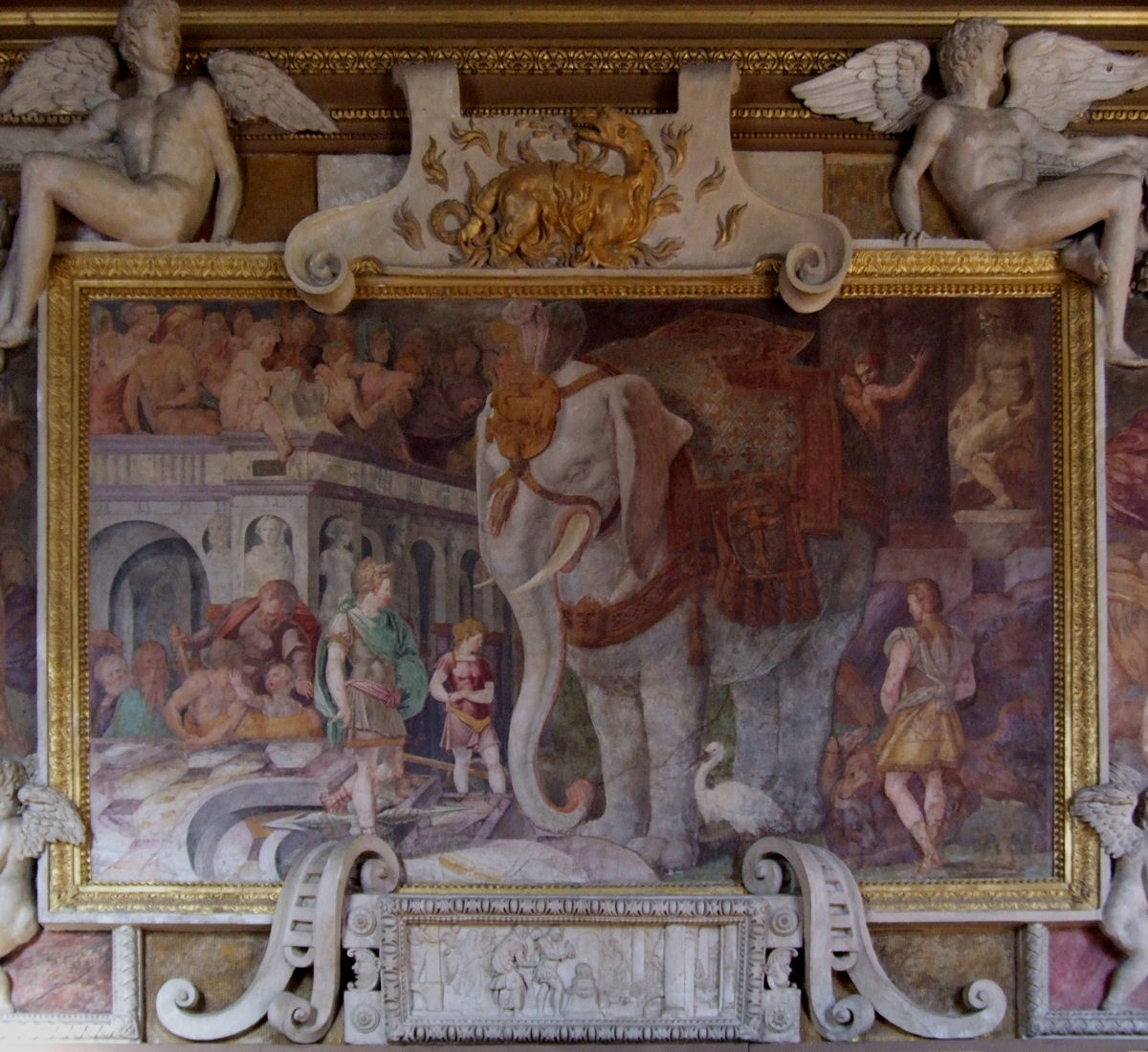
Detalle decorativo de la Galería de Francisco I (Castillo de Fontainebleau)
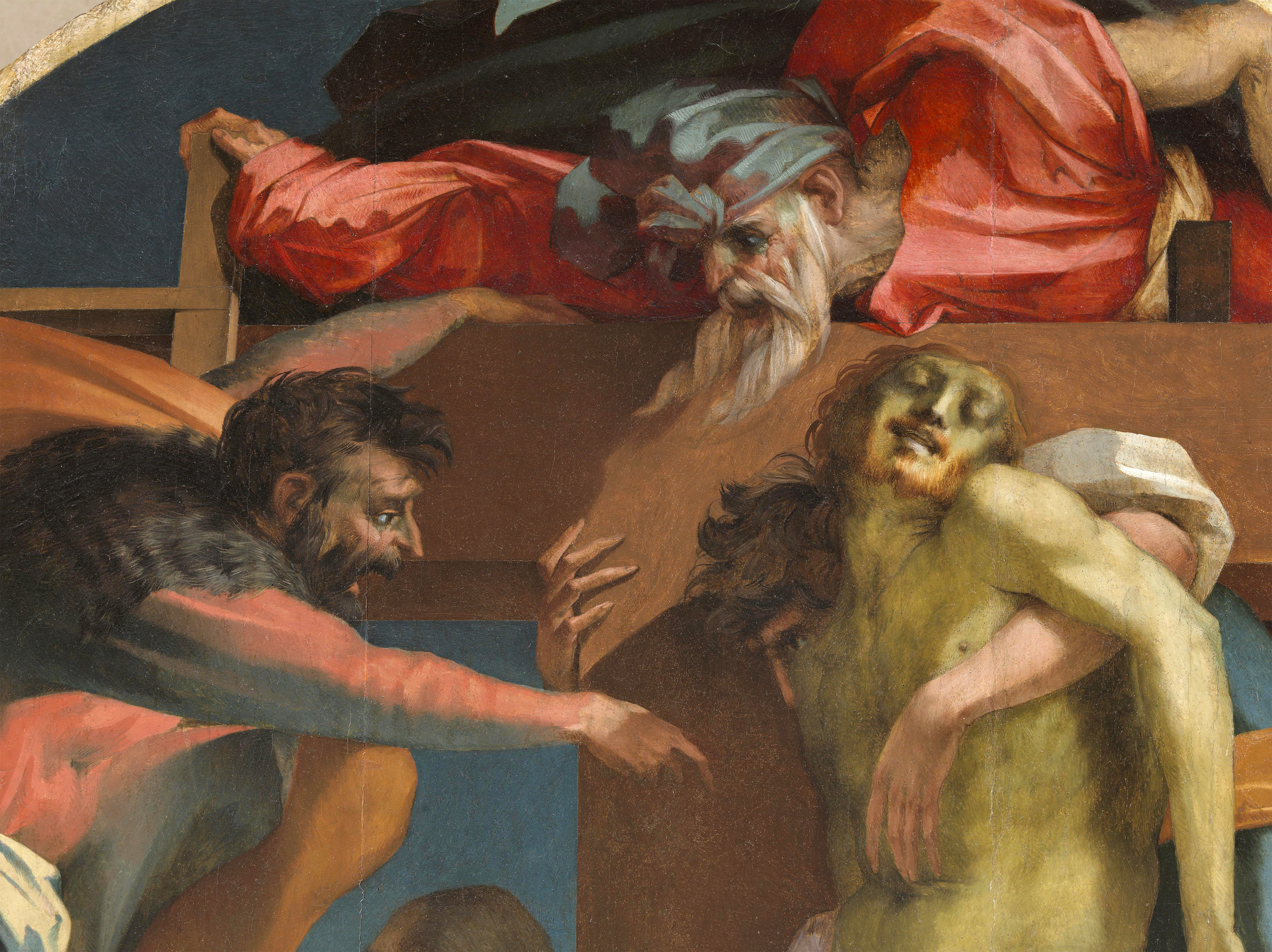